# Òpera de Zúric
L'Òpera de Zúric (en alemany, Opernhaus Zürich) és un teatre d'òpera de Zúric, situat prop del Bellevue i inaugurat el 1891.

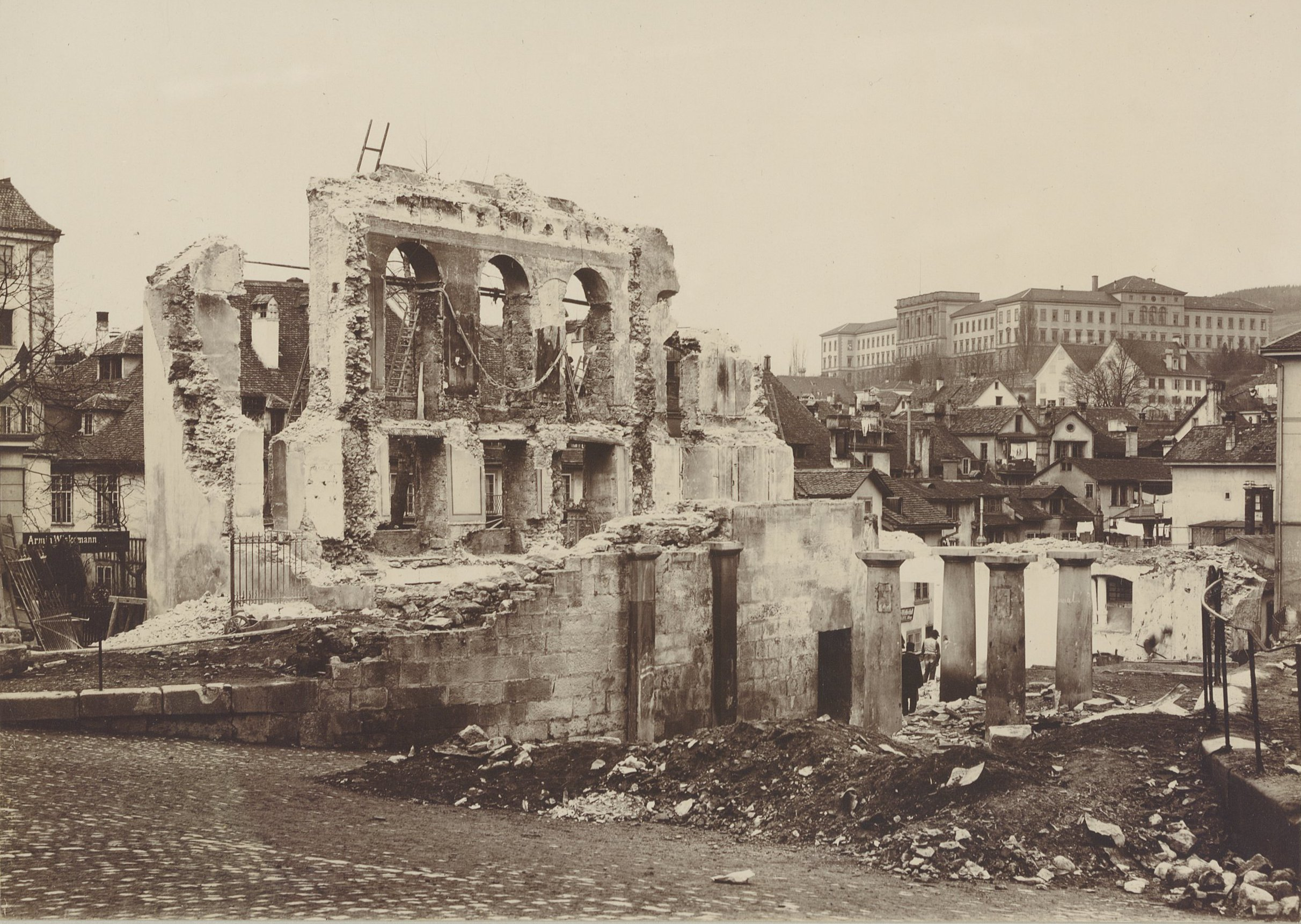
Les ruïnes de la Aktientheater després de l'incendi del 1890

El teatre es va construir per substituir l'Aktientheater (Teatre Antic) que va sucumbir davant un incendi. El seu nom original era Stadttheater. Els arquitectes van ser els del despatx de renom vienés Fellner & Helmer. Inicialment concebut per a teatre parlat i cantat, després de la inauguració del Schauspielhaus Zürich, es va limitar a la representació d'òpera, operetes i ballet.
Després de la seva renovació i ampliació entre 1982 i 1984, va ser reinaugurat amb les òperes Die Meistersinger von Nürnberg (Richard Wagner) i Der Kirschgarten (Rudolf Kelterborn).
| Any  | Data              | Compositor               | Obra                                   |
| ---- | ----------------- | ------------------------ | -------------------------------------- |
| 1917 | 11 de maig        | Ferruccio Busoni         | Turandot i Arlecchino o les finestres. |
| 1922 | 10 de maig        | Othmar Schoeck           | Venus.                                 |
| 1932 | 10 de desembre    | Robert Stolz             | Venus in Seide.                        |
| 1933 | 30 de setembre    | Robert Stolz             | Zwei Herzen im Dreivierteltakt .       |
| 1933 | 14 d'octubre      | Alexander Zemlinsky      | Der Kreidekreis.                       |
| 1935 | 30 de març        | Eduard Künneke           | Herz über Bord.                        |
| 1935 | 5 d'octubre       | Oscar Straus             | Drei Walzer                            |
| 1936 | 18 de gener       | Emmerich Kálmán          | Kaiserin Josephine.                    |
| 1937 | 2 de juny         | Alban Berg               | Lulu.                                  |
| 1938 | 28 de maig        | Paul Hindemith           | Mathis der Maler.                      |
| 1942 | 13 de juny        | Arthur Honegger          | Jeanne d'Arc au bûcher.                |
| 1943 | Paul Burkhard     | Casanova in der Schweiz. |                                        |
| 1946 | 22 de juliol      | Heinrich Sutermeister    | Niobe.                                 |
| 1947 | 29 de març        | Paul Burkhard            | Tic-Tac.                               |
| 1957 | 6 de juny         | Arnold Schönberg         | Moses und Aron.                        |
| 1961 | 2 de juny         | Bohuslav Martinu         | The Greek Passion.                     |
| 1967 | 26 de maig        | Heinrich Sutermeister    | Madame Bovary.                         |
| 1975 | Giselher Klebe    | Ein wahrer Held.         |                                        |
| 1977 | 5 de juny         | Rudolf Kelterborn        | Ein Engel kommt nach Babylon.          |
| 1984 | Rudolf Kelterborn | Der Kirschgarten.        |                                        |
| 1998 | 17 d'octubre      | Heinz Holliger           | Schneewittchen.                        |
| 2005 | 12 de juny        | HK Gruber                | Der Herr Nordwind.                     |
| 2005 | 20 de novembre    | Edward Rushton           | Harley.                                |

## Intendents
- 1883-1896: Paul Schroetter
- 1901-1921: Alfred Reucker
- 1932-1947: Karl Schid-Bloss
- 1964-1975: Hermann Juch
- 1975-1986: Claus Helmut Drese
- 1986-1989: Christoph Groszer
- des de 1991: Alexander Pereira